# ブッチャー・ブラニガン
ブッチャー・ブラニガン（Butcher Brannigan、本名：Joseph Novo、1948年9月3日 - 2009年9月6日）は、アメリカ合衆国のプロレスラー。ニュージャージー州パースアンボイ出身。
キラー・ジョー・ノボ（Killer Joe Novo）のリングネームでも知られ、ヒールのラフ&パワーファイターとして、1970年代前半はWWWFのアンダーカードで活動。ブッチャー・ブラニガンに改名後はオセアニアやヨーロッパなど各国を転戦した。

## 来歴
1971年よりジョー・ノボまたはジョー・ノバの名義でWWWFに出場。ジミー・バリアント、キング・カーティス・イヤウケア、プロフェッサー・タナカ、ゴリラ・モンスーン、チーフ・ジェイ・ストロンボー、スパイロス・アリオン、フレッド・カリー、ザ・スポイラー、アーニー・ラッド、チャック・オコーナーらと対戦してキャリアを積み、ニューヨークのマディソン・スクエア・ガーデンではエドワード・カーペンティアとのシングルマッチも組まれた。
1972年7月、キラー・ジョー・ノボのリングネームで末期の日本プロレスに初来日。7月28日の後楽園ホール大会では、ジャイアント馬場とシングルマッチで対戦している。この試合は『NET日本プロレスリング中継』第1回放送（生中継）のメインイベントでもあった。シリーズ中は、坂口征二、大木金太郎、上田馬之助、グレート小鹿ともシングルマッチで対戦した。
翌1973年からはジョー・ノボ名義でのWWWF出場と並行して、南部や西海岸のNWA圏およびカナダではブッチャー・ブラニガンと名乗って活動。ジョージアではボブ・アームストロングやミスター・レスリング2号と対戦、ロサンゼルスでは1974年にマン・マウンテン・マイクと巨漢コンビを組み、アンヘル・ブランコ&ドクトル・ワグナーやポークチョップ・キャッシュ&ビクター・リベラとNWAアメリカス・タッグ王座を争った。
1975年5月、キラー・トーア・カマタらと共に国際プロレスに来日。エースのラッシャー木村と金網デスマッチで対戦し、ジェフ・ポーツをパートナーにIWA世界タッグ王座の争奪戦にも出場した（1回戦でグレート草津&マイティ井上に敗退）。国際プロレスと提携していたカルガリーのスタンピード・レスリングでは、タワーリング・インフェルノやドン・ガニアと組んでエディ&ジェリー・モローのインターナショナル・タッグ王座に度々挑戦した。
1977年より南半球のオセアニア地区に進出して、翌1978年にかけてオーストラリアを主戦場に活動。バグジー・マグロー、キラー・カール・クラップ、オックス・ベーカー、ジョー・ルダック、ブルーザー・ブロディなど北米から参戦してくるヒールと共闘し、現地ベビーフェイスのラリー・オーディやロン・ミラーと抗争。リック・マーテルやアンドレ・ザ・ジャイアントとも対戦した。
帰米後は古巣のロサンゼルス地区にて、プロフェッサー・イトー、レロイ・ブラウン、アル・マドリル、トム・プリチャード、ミル・マスカラスらと対戦。1980年8月29日にはLAにスポット参戦したボブ・バックランドのWWFヘビー級王座に挑戦した。オセアニアでの活動も続け、ニュージーランドでは1981年9月17日、スティーブ・リッカードを破りNWA英連邦ヘビー級王座を奪取している。 
1982年はクラッシャー・ブラニガンのリングネームでヨーロッパにも遠征し、イギリスではロンドンのロイヤル・アルバート・ホールにてピート・ロバーツと対戦。新日本プロレスから海外武者修業に出ていたクイック・キック・リーこと前田日明とのシングルマッチも行われた。同年秋にはドイツのハノーバー・トーナメントに出場、ビッグ・ジョン・クイン、アクセル・ディーター、クラウス・カウロフ、スティーブ・ライト、トニー・セント・クレアー、ミレ・ツルノ、エド・ウィスコスキーらと優勝を争い、ムース・モロウスキーとも大型タッグチームを結成した。キャリア末期の1983年にはニュージーランドにて、前王者パット・オコーナーの返上で空位となっていたNWA英連邦ヘビー級王座を再び獲得している。
引退後は故郷のニュージャージーにて刑務官に転じた。2009年9月6日、腎不全と心臓病のため死去。61歳没。
　

## 得意技
- エルボー・ドロップ
- ベアハッグ

## 獲得タイトル
NWAハリウッド・レスリング
- NWAビート・ザ・チャンプTV王座：1回[19]
- NWAアメリカス・タッグ王座：1回（w / マン・マウンテン・マイク）[11]

ワールド・チャンピオンシップ・レスリング（オーストラリア）
- NWA豪亜タッグ王座：4回（w / バグジー・マグロー、キラー・カール・クラップ、レス・ロバーツ、オックス・ベーカー）[20]

オールスター・プロレスリング（ニュージーランド）
- NWA英連邦ヘビー級王座：2回[15]